# Johann Friedrich Schlegel
Johann Friedrich Schlegel (* 25. November 1689 in Wurzen, Kurfürstentum Sachsen; † 6. September 1748 oder 9. September 1749 in Sörnewitz (?), Kurfürstentum Sachsen) war Stiftssyndikus in Meißen. Er war ein Großvater der Philosophen Friedrich und August Wilhelm Schlegel.

## Leben
Sein Großvater Christoph Schlegel (1613–1678) war Superintendent, der Vater Johann Elias Schlegel (1664–1718) war Appellationsrat in Dresden, die Mutter Johanna Dorothea (1670–1726) eine Tochter des sächsischen Oberamtsmanns Paul Andreas Vockel (1623–1684) und der Christine Marie Sultzberger (* 1640).
Johann Friedrich Schlegel studierte Jura in Wittenberg und wurde Lizentiat beider Rechte. 
Er war lange Jahre Syndikus des Hochstifts Meißen, später auch sächsisch-polnischer Appellationsrat. 1722 nahm er am Landtag in Dresden teil.
Nach dem Tod seiner Frau verschlechterte sich sein Zustand und er wurde 1741 wegen Vernachlässigung der Amtspflichten als Stiftssyndikus entlassen. Danach zog er sich auf seinen Weinberg nach Sörnewitz bei Meißen zurück.
Von Johann Friedrich Schlegel sind einige kleinere juristische Schriften und Leichenreden erhalten.

## Ehe und Familie

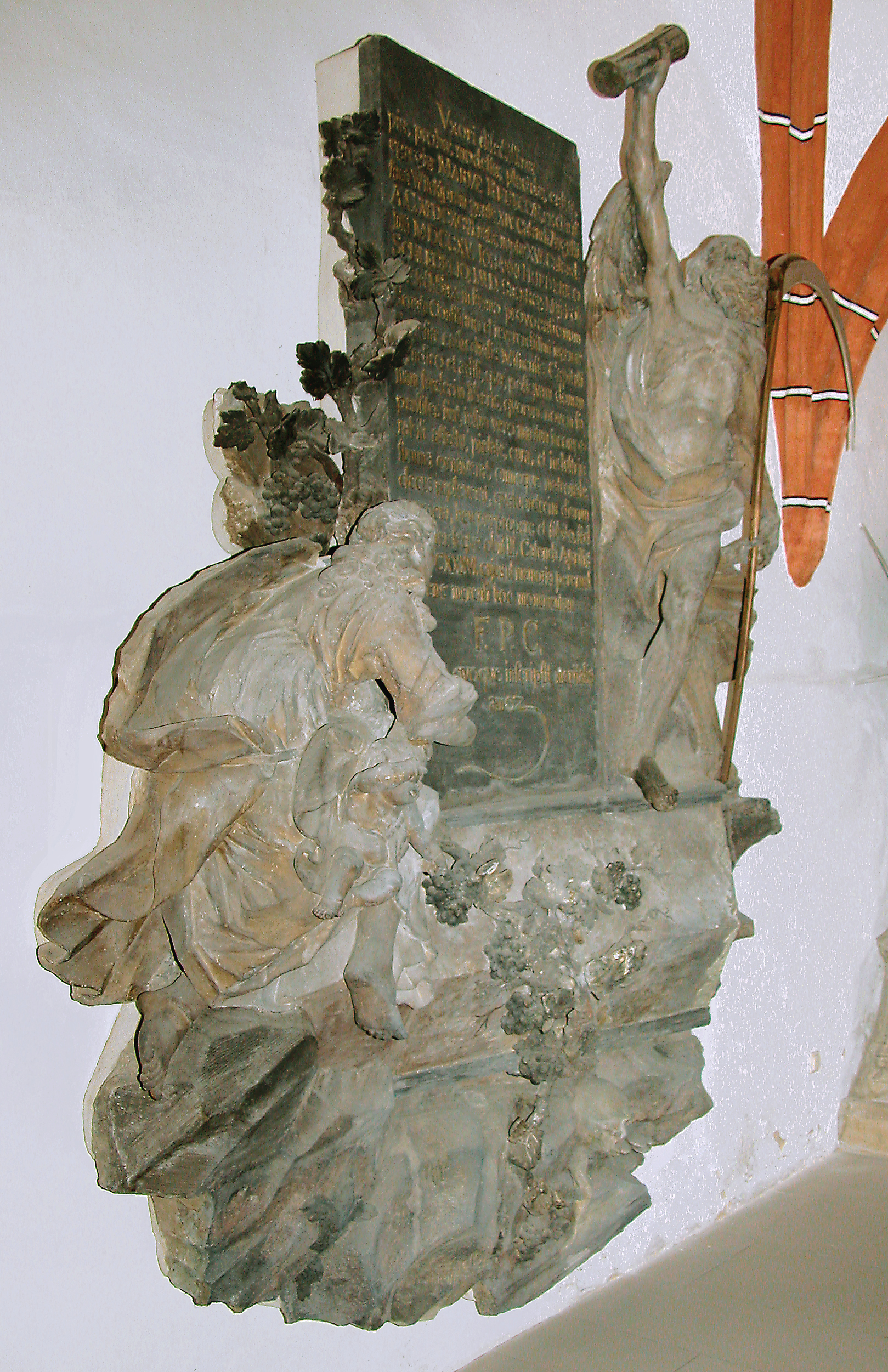
Epitaph für Maria Rebecca Schlegel in der Klosterkirche St. Peter und Paul in Meißen

Johann Friedrich Schlegel war mit Maria Rebecca (oder Ulrica Rebekka; 1695–1736), einer Tochter des Superintendenten Georg Leberecht Wilcke verheiratet. Für sie befindet sich ein Epitaph im Kreuzgang des Franziskanerklosters (Stadtmuseum) in Meißen. Vom Epitaph für Johann Friedrich Schlegel ist noch der Stein mit dem Wappen erhalten, die Inschrift wurde im 19. Jahrhundert durch die Familien Senf und Schröder ausgetauscht.
Die beiden hatten dreizehn Kinder, nach der Geburt des letzten starb die Mutter.
- Johann Lebrecht Schlegel (1717–1754)
- Johann Elias Schlegel (1719–1749), Gelehrter in Sachsen und Dänemark
- Johann Bernhard Friedrich Schlegel (1720–1721)
- Johann Adolf Schlegel (1721–1793), Generalsuperintendent in Hannover, Vater von Friedrich und August Schlegel
- Sophie Friederike Schlegel (1724–1786)
- Christiane Friederike Schlegel (1725–1725)
- Johann Heinrich Schlegel (1726–1780), Gelehrter in Kopenhagen
- Johann Carl Schlegel (1727–1793)